# Borne (Haute-Loire)
Pour les articles homonymes, voir Borne.
Borne est une commune française située dans le département de la Haute-Loire, en région Auvergne-Rhône-Alpes.

## Géographie

### Localisation
La commune de Borne se trouve dans le département de la Haute-Loire, en région Auvergne-Rhône-Alpes.
Elle se situe à 13 km par la route du Puy-en-Velay, préfecture du département, et à 5 km de Saint-Paulien, bureau centralisateur du canton de Saint-Paulien dont dépend la commune depuis 2015 pour les élections départementales.
Les communes les plus proches sont : 
Saint-Vidal (2,8 km), Blanzac (3,5 km), Loudes (4,2 km), Saint-Paulien (4,2 km), Lissac (4,4 km), Chaspuzac (5,3 km), Sanssac-l'Église (5,6 km), Polignac (5,8 km).
|        | Saint-Paulien |          |
| Loudes | Borne         | Polignac |
|        | Saint-Vidal   |          |

### Climat
Pour des articles plus généraux, voir Climat d'Auvergne-Rhône-Alpes et Climat de la Haute-Loire.
En 2010, le climat de la commune est de type climat des marges montargnardes, selon une étude du Centre national de la recherche scientifique s'appuyant sur une série de données couvrant la période 1971-2000. En 2020, Météo-France publie une typologie des climats de la France métropolitaine dans laquelle la commune est exposée à un climat de montagne ou de marges de montagne et est dans la région climatique Sud-est du Massif Central, caractérisée par une pluviométrie annuelle de 1 000 à 1 500 mm, minimale en été, maximale en automne.
Pour la période 1971-2000, la température annuelle moyenne est de 9 °C, avec une amplitude thermique annuelle de 16,3 °C. Le cumul annuel moyen de précipitations est de 707 mm, avec 8,2 jours de précipitations en janvier et 6,9 jours en juillet. Pour la période 1991-2020, la température moyenne annuelle observée sur la station météorologique de Météo-France la plus proche, « Le Puy-Loudes », sur la commune de Chaspuzac à 5 km à vol d'oiseau, est de 9,1 °C et le cumul annuel moyen de précipitations est de 682,4 mm,. Pour l'avenir, les paramètres climatiques de la commune estimés pour 2050 selon différents scénarios d'émission de gaz à effet de serre sont consultables sur un site dédié publié par Météo-France en novembre 2022.

## Urbanisme

### Typologie
Au 1er janvier 2024, Borne est catégorisée commune rurale à habitat dispersé, selon la nouvelle grille communale de densité à sept niveaux définie par l'Insee en 2022.
Elle est située hors unité urbaine. Par ailleurs la commune fait partie de l'aire d'attraction du Puy-en-Velay, dont elle est une commune de la couronne,. Cette aire, qui regroupe 59 communes, est catégorisée dans les aires de 50 000 à moins de 200 000 habitants,.

### Occupation des sols
L'occupation des sols de la commune, telle qu'elle ressort de la base de données européenne d’occupation biophysique des sols Corine Land Cover (CLC), est marquée par l'importance des territoires agricoles (81,2 % en 2018), en diminution par rapport à 1990 (88,4 %). La répartition détaillée en 2018 est la suivante : 
zones agricoles hétérogènes (62,6 %), prairies (17,2 %), forêts (12,6 %), zones urbanisées (6,2 %), terres arables (1,4 %). L'évolution de l’occupation des sols de la commune et de ses infrastructures peut être observée sur les différentes représentations cartographiques du territoire : la carte de Cassini (XVIIIe siècle), la carte d'état-major (1820-1866) et les cartes ou photos aériennes de l'IGN pour la période actuelle (1950 à aujourd'hui).

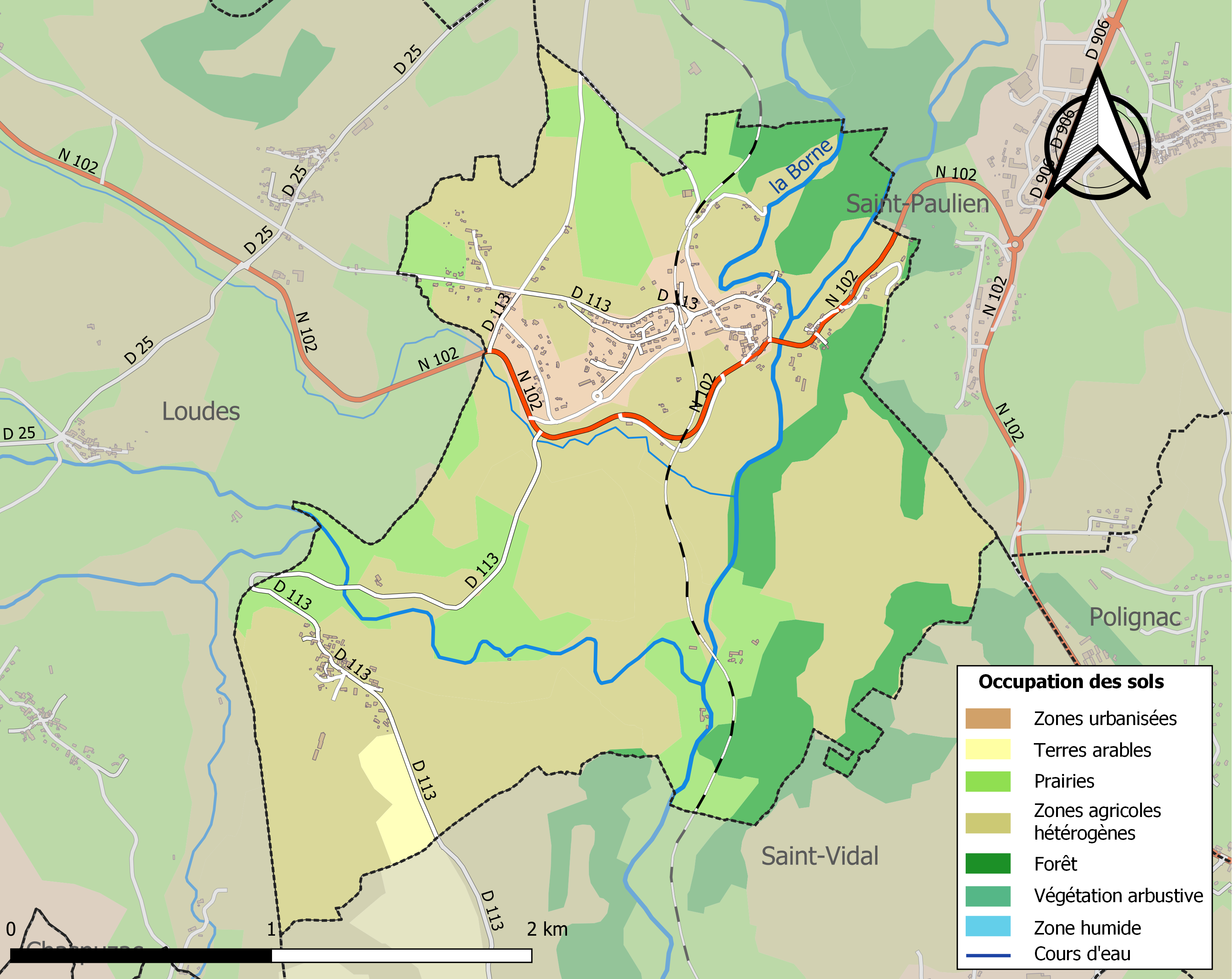
Carte des infrastructures et de l'occupation des sols de la commune en 2018 (CLC).
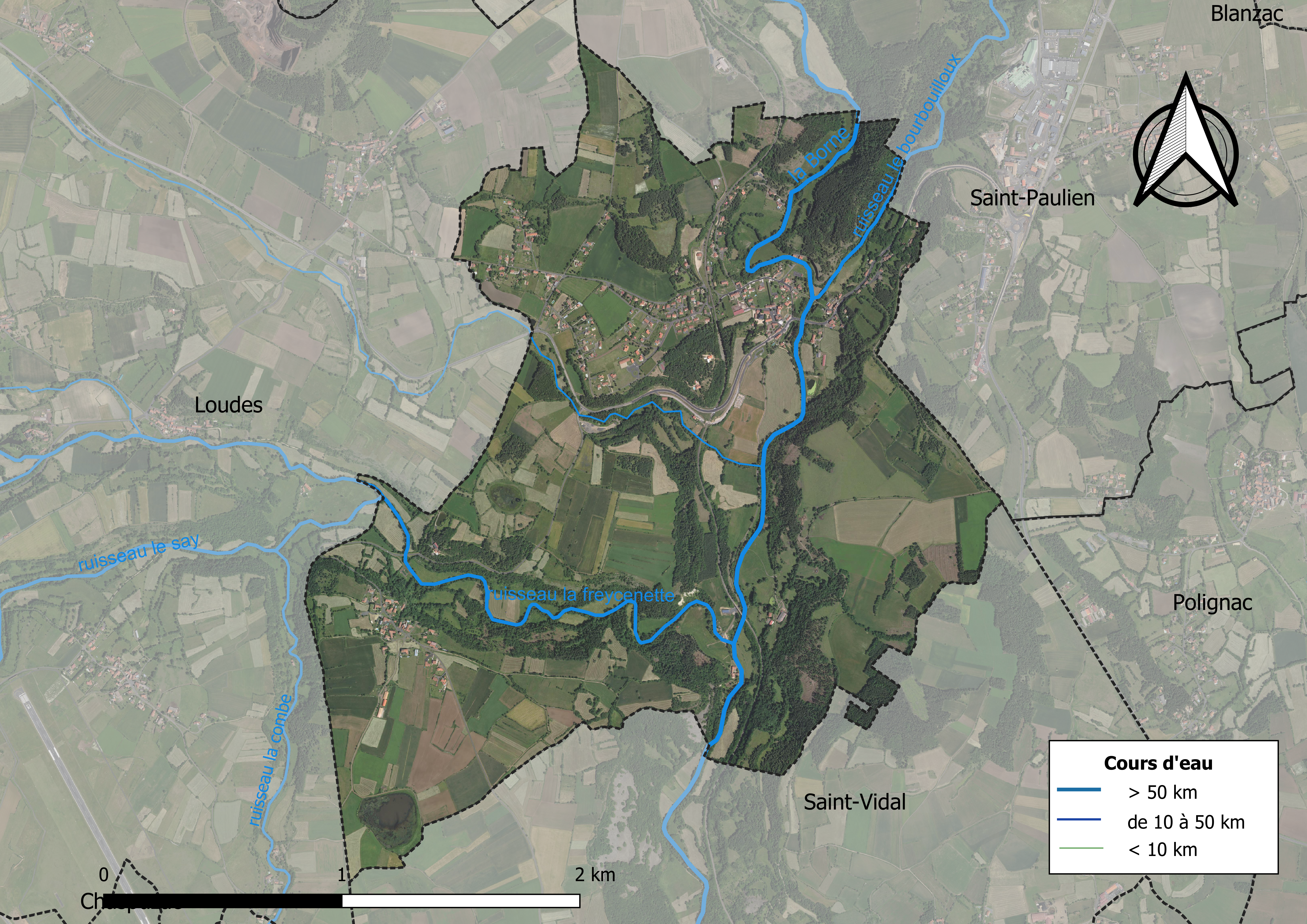
Carte orthophotographique de la commune.

### Habitat et logement
En 2018, le nombre total de logements dans la commune était de 213, alors qu'il était de 212 en 2013 et de 205 en 2008.
Parmi ces logements, 78,9 % étaient des résidences principales, 8 % des résidences secondaires et 13,1 % des logements vacants. Ces logements étaient pour 97,7 % d'entre eux des maisons individuelles et pour 2,3 % des appartements.
Le tableau ci-dessous présente la typologie des logements à Borne en 2018 en comparaison avec celle de la Haute-Loire et de la France entière. Une caractéristique marquante du parc de logements est ainsi une proportion de résidences secondaires et logements occasionnels (8 %) inférieure à celle du département (16,1 %) mais supérieure à celle de la France entière (9,7 %). Concernant le statut d'occupation de ces logements, 82,1 % des habitants de la commune sont propriétaires de leur logement (78,1 % en 2013), contre 70 % pour la Haute-Loire et 57,5 pour la France entière.
| Typologie                                               | Borne | Haute-Loire | France entière |
| ------------------------------------------------------- | ----- | ----------- | -------------- |
| Résidences principales (en %)                           | 78,9  | 71,5        | 82,1           |
| Résidences secondaires et logements occasionnels (en %) | 8     | 16,1        | 9,7            |
| Logements vacants (en %)                                | 13,1  | 12,4        | 8,2            |

## Toponymie
Du mot pré-latin, Borna (« trou, source »), sans doute d'origine gauloise.
Anciennes mentions : Borna (1088), Born (1210), Parochia B. Mariæ de Borna (1323), Borne de Chambefort (1506), Eccl. paroch. Nostræ Dominæ de Borna (1533), Prior S. Mariæ de Borna (1715).

## Histoire
Borne est une commune ancienne, à 12 km du Puy-en-Velay, le long de la rivière du même nom.
La commune se situe à la jonction de deux grandes voies romaines et médiévales, la via Strada, qui reliait Le Puy à Clermont-Ferrand  et la via Bolen, qui reliait Lyon et le Midi.
Ancienne bourgade de passage, elle dispose encore d’un des trois tumulus explorés en 1823 par Deribier de Cheyssac, et daté d’avant 1032. C’est son plus vieux « monument », le long de la très ancienne voie Strada, dont le but était de guider le voyageur en direction de Puy afin d’éviter les marais de Nolhac tout proches.
La rivière Borne se traversait dans le village par un pont médiéval encore existant. D’origine fin XIe, début XIIe, il a été élargi et renforcé au XVIIIe siècle. C'est apparent au droit des avant-becs et après-becs, pointus façon médiévale, puis circulaires façon moderne, mais aussi au niveau de l’encorbellement. Cet ouvrage est long de 83 m entre piles d’entrées, soit plus de 100 m au total. Il restera en fonction jusqu’en 1852, date de mise en service du pont actuel. Une travée sera dynamitée par la Résistance en février 1944. Restauré par l'association Borne Patrimoine, il est désormais possible de le franchir à pied grâce à une passerelle métallique qui remplace l'arche détruite.
Le village dispose aussi de grottes troglodytes, au lieu-dit le Rocher, dont une seule a pu être conservée accessible à la suite de l’éboulement de 2004.
On trouvera aussi une très petite chapelle ornée de peintures, au fond de l'ancien cimetière, derrière l’église.
L’église en elle-même date du Moyen Âge pour sa partie cœur. La nef d'entrée est un peu plus récente et la chapelle sud est XIXe. À noter l’histoire de la réalisation de la voûte de l’église, ou celle de la fabrication de la cloche, relatée par Ignace Corthiasd, frère du curé de l’époque, qui aux environs de 1830 relate les faits dans ses « annales » conservées en mairie de Borne.
Jusqu’au XVIIe siècle, le clergé était représenté localement par des moines de l'ordre des Prémontés  qui avaient la charge de l’église mais qui vivaient miséreux.
Il existe à cheval sur Borne et Saint-Vidal, les grottes et les ruines de l’ancien village des Muses.
Ce village peut être daté d’environ 1300. Il n’existait déjà plus à la réalisation de la carte de Cassini, qui dans ce secteur date d'environ 1760. Cet ensemble, enchevêtré dans les pierres, laisse apparaître des jambages appareillés, des constructions en moellons sans liant, de forme rectangulaire, voire circulaire. Chaque construction dispose en son centre d’un trou d'environ 50 cm de profondeur, et 50 cm de diamètre : peut-être l'âtre central.
Plus près de nous, le Pont Rouge, ouvrage métallique du type Eiffel, enjambe la Borne à 500 m en aval du village. Propriété privée, il est remarquable par le treillis métallique le formant et par son système de sous-tension.
À noter aussi la cascade du Bourbouilloux, en amont du pont médiéval, site naturel marquant la chute de l’affluent de la Borne et son bassin de réception ; à découvrir.

## Politique et administration

### Découpage territorial
La commune de Borne est membre de la communauté d'agglomération du Puy-en-Velay, un établissement public de coopération intercommunale (EPCI) à fiscalité propre créé le 26 décembre 2016 dont le siège est à Le Puy-en-Velay. Ce dernier est par ailleurs membre d'autres groupements intercommunaux.
Sur le plan administratif, elle est rattachée à l'arrondissement du Puy-en-Velay, au département de la Haute-Loire, en tant que circonscription administrative de l'État, et à la région Auvergne-Rhône-Alpes.
Sur le plan électoral, elle dépend du canton de Saint-Paulien pour l'élection des conseillers départementaux, depuis le redécoupage cantonal de 2014 entré en vigueur en 2015, et de la deuxième circonscription de la Haute-Loire   pour les élections législatives, depuis le redécoupage électoral de 1986.

### Élections municipales et communautaires

#### Élections de 2020
Le conseil municipal de Borne, commune de moins de 1 000 habitants, est élu au scrutin majoritaire plurinominal à deux tours avec candidatures isolées ou groupées et possibilité de panachage. Compte tenu de la population communale, le nombre de sièges à pourvoir lors des élections municipales de 2020 est de 11. La totalité des onze candidats en lice est élue dès le premier tour, le 15 mars 2020, avec un taux de participation de 53,52 %.
Annie Bouchet, maire sortante, est réélue pour un nouveau mandat le 27 mai 2020.
Dans les communes de moins de 1 000 habitants, les conseillers communautaires sont désignés parmi les conseillers municipaux élus en suivant l’ordre du tableau (maire, adjoints puis conseillers municipaux) et dans la limite du nombre de sièges attribués à la commune au sein du conseil communautaire. Un siège est attribué à la commune au sein de la communauté d'agglomération du Puy-en-Velay.

#### Liste des maires
| Période                                  | Période                    | Identité          | Étiquette | Qualité |
| ---------------------------------------- | -------------------------- | ----------------- | --------- | ------- |
| Les données manquantes sont à compléter. |                            |                   |           |         |
| mars 1989                                | 2008                       | Jean-Paul Colly   | [UMP]     |         |
| mars 2008                                | En cours (au 26 août 2014) | Mme Annie Bouchet |           |         |

## Population et société

### Démographie

#### Évolution démographique
L'évolution du nombre d'habitants est connue à travers les recensements de la population effectués dans la commune depuis 1793. Pour les communes de moins de 10 000 habitants, une enquête de recensement portant sur toute la population est réalisée tous les cinq ans, les populations de référence des années intermédiaires étant quant à elles estimées par interpolation ou extrapolation. Pour la commune, le premier recensement exhaustif entrant dans le cadre du nouveau dispositif a été réalisé en 2008.

En 2022, la commune comptait 405 habitants, en évolution de −3,11 % par rapport à 2016 (Haute-Loire : +0,36 %, France hors Mayotte : +2,11 %).
| 1793 | 1800 | 1806 | 1821 | 1831 | 1836 | 1841 | 1846 | 1851 |
| ---- | ---- | ---- | ---- | ---- | ---- | ---- | ---- | ---- |
| 226  | 226  | 235  | 270  | 285  | 300  | 314  | 365  | 325  |

| 1856 | 1861 | 1866 | 1872 | 1876 | 1881 | 1886 | 1891 | 1896 |
| ---- | ---- | ---- | ---- | ---- | ---- | ---- | ---- | ---- |
| 347  | 357  | 358  | 368  | 411  | 403  | 407  | 421  | 375  |

| 1901 | 1906 | 1911 | 1921 | 1926 | 1931 | 1936 | 1946 | 1954 |
| ---- | ---- | ---- | ---- | ---- | ---- | ---- | ---- | ---- |
| 380  | 385  | 392  | 334  | 346  | 332  | 288  | 275  | 257  |

| 1962 | 1968 | 1975 | 1982 | 1990 | 1999 | 2006 | 2008 | 2013 |
| ---- | ---- | ---- | ---- | ---- | ---- | ---- | ---- | ---- |
| 248  | 275  | 284  | 271  | 302  | 352  | 399  | 412  | 424  |

| 2018 | 2022 | - | - | - | - | - | - | - |
| ---- | ---- | - | - | - | - | - | - | - |
| 407  | 405  | - | - | - | - | - | - | - |

#### Pyramide des âges
La population de la commune est relativement jeune.
En 2018, le taux de personnes d'un âge inférieur à 30 ans s'élève à 34,7 %, soit au-dessus de la moyenne départementale (31 %). À l'inverse, le taux de personnes d'âge supérieur à 60 ans est de 25,3 % la même année, alors qu'il est de 31,1 % au niveau départemental.
En 2018, la commune comptait 202 hommes pour 205 femmes, soit un taux de 50,37 % de femmes, légèrement inférieur au taux départemental (50,87 %).
Les pyramides des âges de la commune et du département s'établissent comme suit.
| Hommes | Classe d’âge | Femmes |
| ------ | ------------ | ------ |
| 0,0    | 90 ou +      | 0,5    |
| 7,4    | 75-89 ans    | 6,8    |
| 17,8   | 60-74 ans    | 18,0   |
| 26,7   | 45-59 ans    | 22,0   |
| 12,4   | 30-44 ans    | 19,0   |
| 16,3   | 15-29 ans    | 16,6   |
| 19,3   | 0-14 ans     | 17,1   |

| Hommes | Classe d’âge | Femmes |
| ------ | ------------ | ------ |
| 0,9    | 90 ou +      | 2,5    |
| 8,4    | 75-89 ans    | 11,7   |
| 20,4   | 60-74 ans    | 20,5   |
| 21,3   | 45-59 ans    | 20,3   |
| 16,8   | 30-44 ans    | 16,3   |
| 15,2   | 15-29 ans    | 13,2   |
| 17     | 0-14 ans     | 15,6   |

## Économie

### Revenus
En 2018, la commune compte 170 ménages fiscaux, regroupant 423 personnes. La médiane du revenu disponible par unité de consommation est de 21 390 € (20 800 € dans le département).

### Emploi
| Division       | 2008  | 2013  | 2018  |
| -------------- | ----- | ----- | ----- |
| Commune        | 4,7 % | 7,8 % | 7,5 % |
| Département    | 6,3 % | 7,7 % | 7,7 % |
| France entière | 8,3 % | 10 %  | 10 %  |

En 2018, la population âgée de 15 à 64 ans s'élève à 253 personnes, parmi lesquelles on compte 77,5 % d'actifs (70 % ayant un emploi et 7,5 % de chômeurs) et 22,5 % d'inactifs,. Depuis 2008, le taux de chômage communal (au sens du recensement) des 15-64 ans est inférieur à celui de la France et du département.
La commune fait partie de la couronne de l'aire d'attraction du Puy-en-Velay, du fait qu'au moins 15 % des actifs travaillent dans le pôle,. Elle compte 34 emplois en 2018, contre 31 en 2013 et 50 en 2008. Le nombre d'actifs ayant un emploi résidant dans la commune est de 180, soit un indicateur de concentration d'emploi de 18,7 % et un taux d'activité parmi les 15 ans ou plus de 59,8 %.
Sur ces 180 actifs de 15 ans ou plus ayant un emploi, 23 travaillent dans la commune, soit 13 % des habitants. Pour se rendre au travail, 93,9 % des habitants utilisent un véhicule personnel ou de fonction à quatre roues, 0,6 % les transports en commun, 1,7 % s'y rendent en deux-roues, à vélo ou à pied et 3,9 % n'ont pas besoin de transport (travail au domicile).

## Culture locale et patrimoine

### Lieux et monuments
- Église de la Nativité-de-la-Sainte-Vierge

## Anecdote
Au mois de mars 2011, Cédric Enjolras, président du club de football de Borne, le FC Borne a tenté de recruter la star internationale du football Lionel Messi en remplissant et en envoyant un formulaire de demande de transfert officiel à la FFF, à l'attention de ses collègues catalans. Cette plaisanterie n'aura pas été du goût de la Fédération française de football car Cédric Enjolras fut suspendu pendant 6 mois.